# Feed (album d'Eva Queen)
Pour les articles homonymes, voir Feed.
Albums de Eva Queen
Queen
(2019) Happiness
(2021)
Feed est le deuxième album de Eva Queen sorti le 21 août 2020. 
Une réédition de l'album sort le 4 décembre 2020 sous le nom "Feed Collector".

## Liste des pistes
| 1.  | Chelou                 | 2:41 |
| 2.  | 4 Matic                | 2:30 |
| 3.  | VTC                    | 2:38 |
| 4.  | Cendrillon (avec Naza) | 2:40 |
| 5.  | Étincelle              | 2:48 |
| 6.  | Vous                   | 2:50 |
| 7.  | Ennemi                 | 2:44 |
| 8.  | Lingo                  | 2:46 |
| 9.  | Wine (avec Alonzo)     | 2:55 |
| 10. | Connexion              | 2:39 |
| 11. | Poizzz                 | 3:16 |
| 12. | 123                    | 3:06 |
| 13. | Cœur à découvert       | 2:33 |
| 14. | Je m'ennuie            | 2:25 |

| 1. | Sentiments                  | 3:01 |
| 2. | Cœur noir                   | 2:59 |
| 3. | Cœur noir (Boris Way Remix) | 2:34 |

## Clips vidéos
- Chelou : 3 juillet 2020
- Lingo : 21 août 2020
- Étincelle : 20 octobre 2020
- Cœur noir : 4 décembre 2020